# Karma Tshomo
Karma Tshomo, född 10 oktober 1973, är en bhutanesisk bågskytt. Hon deltog vid olympiska sommarspelen 1992.